# Mattia Croci-Torti
Mattia Croci-Torti (Mendrisio, 10 aprile 1982) è un allenatore di calcio ed ex calciatore svizzero, di ruolo difensore, allenatore del Lugano.

## Carriera

### Giocatore
Dopo aver debuttato nel Chiasso, trascorre due stagioni al Grasshoppers con cui disputa due campionati con la seconda formazione. Tornato in Canton Ticino si rende protagonista nella cavalcata del Malcantone Agno fino in Challenge League ottenendo la promozione dalla Prima Lega. Con la fusione del Malcantone e del Lugano passa alla formazione bianconera. Dal 2008 torna al Chiasso disputando 111 partite tra campionato, play-off e coppe prima del ritiro.

### Allenatore
Dal 2013 al 2015 è vice-allenatore del Chiasso affiancando Gianluca Zambrotta, Marco Schällibaum e Ryszard Komornicki.
Dal 2015 al 2017 è allenatore al Balerna, mentre fa ritorno a Lugano da vice-allenatore. Nel 2018, dopo otto partite da capo allenatore al Mendrisio, torna nuovamente nella mansione di vice-allenatore allo stadio di Cornaredo.
Nel 2021, dopo l'esonero di Abel Braga, viene nominato allenatore del Lugano, e l'anno successivo vincerà la quarta Coppa Svizzera dei luganesi.

## Statistiche

### Statistiche da allenatore
Statistiche aggiornate al 24 maggio 2025. In grassetto le competizioni vinte.
| Stagione        | Squadra         | Campionato      | Campionato | Campionato | Campionato | Campionato | Coppe nazionali | Coppe nazionali | Coppe nazionali | Coppe nazionali | Coppe nazionali | Coppe continentali | Coppe continentali | Coppe continentali | Coppe continentali | Coppe continentali | Altre coppe | Altre coppe | Altre coppe | Altre coppe | Altre coppe | Totale | Totale | Totale | Totale | % Vittorie | Piazzamento |
| Stagione        | Squadra         | Comp            | G          | V          | N          | P          | Comp            | G               | V               | N               | P               | Comp               | G                  | V                  | N                  | P                  | Comp        | G           | V           | N           | P           | G      | V      | N      | P      | %          | Piazzamento |
| --------------- | --------------- | --------------- | ---------- | ---------- | ---------- | ---------- | --------------- | --------------- | --------------- | --------------- | --------------- | ------------------ | ------------------ | ------------------ | ------------------ | ------------------ | ----------- | ----------- | ----------- | ----------- | ----------- | ------ | ------ | ------ | ------ | ---------- | ----------- |
| lug.-set. 2018  | Mendrisio       | 1ª Lega         | 8          | 0          | 1          | 7          | -               | -               | -               | -               | -               | -                  | -                  | -                  | -                  | -                  | -           | -           | -           | -           | -           | 8      | 0      | 1      | 7      | &0,00      | Eson.       |
| set. 2021-2022  | Lugano          | SL              | 32         | 14         | 6          | 12         | CS              | 5               | 4               | 1               | 0               | -                  | -                  | -                  | -                  | -                  | -           | -           | -           | -           | -           | 37     | 18     | 7      | 12     | 48,65      | Sub., 4°    |
| 2022-2023       | Lugano          | SL              | 36         | 15         | 12         | 9          | CS              | 6               | 4               | 1               | 1               | UECL               | 2                  | 0                  | 0                  | 2                  | -           | -           | -           | -           | -           | 44     | 19     | 13     | 12     | 43,18      | 3°          |
| 2023-2024       | Lugano          | SL              | 38         | 20         | 5          | 13         | CS              | 6               | 4               | 2               | 0               | UEL+UECL           | 2+6                | 0+1                | 0+1                | 2+4                | -           | -           | -           | -           | -           | 52     | 25     | 8      | 19     | 48,08      | 2°          |
| 2024-2025       | Lugano          | SL              | 38         | 15         | 9          | 14         | CS              | 4               | 3               | 0               | 1               | UCL+UEL+UECL       | 2+4+8              | 0+1+5              | 0+2+1              | 2+1+2              | -           | -           | -           | -           | -           | 56     | 24     | 12     | 20     | 42,86      | 4°          |
| Totale Lugano   | Totale Lugano   | Totale Lugano   | 144        | 64         | 32         | 48         |                 | 21              | 15              | 4               | 2               |                    | 24                 | 7                  | 4                  | 13                 |             | -           | -           | -           | -           | 189    | 86     | 40     | 63     | 45,50      |             |
| Totale carriera | Totale carriera | Totale carriera | 152        | 64         | 33         | 55         |                 | 21              | 15              | 4               | 2               |                    | 24                 | 7                  | 4                  | 13                 |             | -           | -           | -           | -           | 197    | 86     | 41     | 70     | 43,65      |             |

## Palmarès

### Allenatore
- Coppa Svizzera: 1

Lugano: 2021-2022